# Gomez (banda)
Gomez es un grupo británico de indie rock. Ganó el premio musical Mercury en 1998.

## Miembros
- Ian Ball (voces y guitarra)
- Ben Ottewell (voces y guitarra)
- Paul Blackburn (bajo)
- Tom Gray (voces, guitarra y teclados)
- Olly Peacock (percusión)

## Discografía

### Álbumes
| Título                             | Tipo          | Año  | UK Chart | US Heatseeker | US Billboard 200 |
| ---------------------------------- | ------------- | ---- | -------- | ------------- | ---------------- |
| Bring It On                        | Studio        | 1998 | #11      | -             | -                |
| Liquid Skin                        | Estudio       | 1999 | #2       | #30           | -                |
| Abandoned Shopping Trolley Hotline | Recopilatorio | 2000 | #10      | #44           | -                |
| In Our Gun                         | Estudio       | 2002 | #8       | #37           | -                |
| Split the Difference               | Estudio       | 2004 | #12      | #11           | #191             |
| Out West                           | Live          | 2005 | #145     | #46           | -                |
| How We Operate                     | Estudio       | 2006 | #69      | #1            | #106             |
| Five Men In A Hut (CD)             | Recopilatorio | 2006 | TBA      | TBA           | TBA              |
| Five Men In A Hut (DVD)            | Vídeo         | 2006 | TBA      | TBA           | TBA              |
| A New Tide                         | Estudio       | 2009 | -        | -             |                  |

### EP
| Título                          | Fecha              | UK Chart |
| ------------------------------- | ------------------ | -------- |
| Machismo E.P.                   | Mayo del 2000      | N/A      |
| Detroit Swing '66/Ping One Down | Julio del 2002     | N/A      |
| See The World E.P.              | Octubre del 2006   | N/A      |
| Girlshapedlovedrug E.P.         | Noviembre del 2006 | N/A      |

### Sencillos
| Título                          | Fecha                   | UK Chart |
| ------------------------------- | ----------------------- | -------- |
| 78 Stone Wobble                 | 6 de abril de 1998      | # 44     |
| Get Myself Arrested             | 8 de junio de 1998      | # 45     |
| Whippin' Piccadilly             | 7 de septiembre de 1998 | # 35     |
| Bring It On                     | 5 de julio de 1999      | # 21     |
| Rhythm & Blues Alibi            | 6 de septiembre de 1999 | # 18     |
| We Haven't Turned Around        | 22 de noviembre de 1999 | # 38     |
| Shot Shot                       | 11 de marzo de 2002     | # 28     |
| Sound of Sounds / Ping One Down | 10 de junio de 2002     | # 48     |
| Catch Me Up                     | 15 de marzo de 2004     | # 36     |
| Silence                         | 17 de mayo de 2005      | # 41     |
| Sweet Virginia                  | 6 de septiembre de 2005 | -        |
| How We Operate                  | 17 de abril de 2006     | -        |
| Girlshapedlovedrug              | 29 de mayo de 2006      | # 66     |
| See The World                   | 4 de septiembre de 2006 | # 107    |